# Xiquets de Valls
Xiquets de Valls és la denominació que tradicionalment reben les colles castelleres de Valls, i per extensió també és un sinònim en desús de l'activitat de fer castells.

## Història
Com a origen dels castells al segle xviii, Valls ha exportat la seva denominació arreu del món casteller, atès que durant molts anys les colles vallenques van ser les úniques del panorama casteller. Així, els Xiquets de Valls, altrament dit castellers, s'organitzaven en dues colles, sovint confrontades: Pagesos/Menestrals, Colla d'en Salvador/Colla del Pep, Colla de la Muixerra/Colla del Roser, Colla Vella/Colla Nova, Colla Vella/Colla Joves.
A partir del darrer terç del segle xix, les colles vallenques sempre han inclòs el terme "Xiquets de Valls" en el nom oficial de les colles, provocant que l'expressió hagi anat perdent el significat genèric de "castellers", molt menys habitual al segle xviii. Tanmateix, el concurs de castells de Vilafranca 1935 encara rebé el nom oficial de "Concurs de Xiquets", en lloc de "Concurs de castells".

## Colles de Xiquets de Valls
- Colla dels Xiquets de Valls (1939 – 1947)
- Colla Joves Xiquets de Valls (1971)
- Colla Vella dels Xiquets de Valls (1947)

Tant la Colla Vella dels Xiquets de Valls com la Colla Joves Xiquets de Valls formen part del Consell científic de Món Casteller - Museu Casteller de Catalunya que s'està construint a Valls.

## Padrinatge
L'any 2011, arran d'una iniciativa impulsada conjuntament per les dues colles de Valls, es creà la figura del "Ambaixador de l'Any dels Xiquets de Valls". La funció és exercir d'ambaixador de les colles vallenques durant tota la temporada i presidir l'acte per sortejar l'ordre d'actuació de la diada de Sant Joan. L'acte de proclamació de l'Ambaixador dels Xiquets de Valls i de sorteig de l'ordre d'actuació de la diada de Sant Joan es realitza el dissabte abans de l'inici de la Festa Major de Sant Joan Baptista de Valls. Les diferents personalitats que han exercit de padrí són:
- Josep Cuní, presentador de televisió (2011)[1][4]
- Enric Crous, director del grup cerveser Damm (2012)[5][6]
- Jordi Pujol, ex-president de la Generalitat (2013)[7]
- Televisió de Catalunya (2014)[8][9]
- Muixeranga d'Algemesí (2015)[10]
- Administradors de la Festa Major de Sant Fèlix (2016)[11]
- Fundació Pau Casals (2017)[12]
- Cossetània Edicions (2018)[13]
- Camp de refugiats d'Smara (2019)[14]
- Associació CATESCO (2021)[15]
- Pilar Bayés i de Luna, il·lustradora (2022)[16]
- Pepa Plana, actriu (2023)[17]